# Otopeni
Otopeni város Ilfov megyében, Munténiában, Romániában. A hozzá tartozó település: Odăile.

## Fekvése
Bukarest egyik kertvárosa, a főváros központjától kb. 15 km-re található északi irányban.
A város a Colentina folyó és a Pasarea patak találkozásánál helyezkedik el.

## Történelem
Régi neve Hodopeni. Első írásos említése 1587-ből való, amikor II. Mihnea Havasalföld vajdája a falu területének egy részét egyházi tulajdonba adja.
A város területén található az ország legnagyobb repülőtere a : Henri Coandă Nemzetközi Repülőtér. 2007-ben ide  4.978.587 utas érkezett. Nevét 2004-ben változtatták meg Otopeni-i Nemzetközi Repülőtérről.

## Lakossága
| Nemzetiségek        | 2002  | 2002   |
| ------------------- | ----- | ------ |
| Románok             | 10117 | 99,04% |
| Magyarok            | 14    | 0,13%  |
| Romák               | 13    | 0,12%  |
| Görögök             | 9     | 0,08%  |
| Németek             | 7     | 0,06%  |
| Törökök             | 7     | 0,06%  |
| Lipovánok           | 4     | 0,03%  |
| Zsidók              | 4     | 0,03%  |
| Lengyelek           | 3     | 0,02%  |
| Horvátok            | 2     | 0,01%  |
| Szerbek             | 1     | 0,0%   |
| Bolgárok            | 1     | 0,0%   |
| Olaszok             | 1     | 0,0%   |
| Egyéb nemzetiségűek | 32    | 0,31%  |
| Összesen            | 10215 | 100,0% |

## Külső hivatkozások
- A város honlapja
- Adatok a településről
- 2002-es népszámlálási adatok
- Marele Dicționar Geografic al României